# Sarcophaga genuforceps
Sarcophaga genuforceps är en tvåvingeart som beskrevs av Thomas 1949. Sarcophaga genuforceps ingår i släktet Sarcophaga och familjen köttflugor. Inga underarter finns listade i Catalogue of Life.